# Callicera
Callicera is een vliegengeslacht uit de familie van de zweefvliegen (Syrphidae).

## Soorten
- C. aenea

Gele glanszweefvlieg (Fabricius, 1777)
- C. aurata

Gouden glanszweefvlieg (Rossi, 1790)
- C. duncani Curran, 1935
- C. erraticum (Walker, 1849)
- C. fagesii

Donkere glanszweefvlieg Guérin-Méneville, 1844
- C. macquarti Rondani, 1844
- C. montensis Snow, 1892
- C. rohdendorfi Zimina, 1982
- C. rufa

Dennenglanszweefvlieg Schummel, 1842
- C. spinolae Rondani, 1844